# جان آر آرتور
 جان آر آرتور (انگلیسی: John R. Arthur, Jr.؛ زاده ۱۹۳۱) یک فیزیک‌دان اهل ایالات متحده آمریکا است.